# Лебедев, Герман Степанович
Герман Степанович Лебедев (11 мая (28 апреля) 1913, дер. Салабайкасы Чебоксарского уезда Казанской губернии — 3 февраля 1980, Чебоксары) — чувашский композитор, музыкально-общественный деятель, хормейстер государственного ансамбля «Песни и танца». Заслуженный деятель искусств РСФСР (1970).

## Биография
Родился в бедной крестьянской семье. Начальное образование получил в деревне Варпоси, а в 5—8 классах учился в Анат-Кинярской сельской школе. В 1930—1935 учился в Чувашском государственном музыкально-театральном техникуме на инструкторском (дирижёрско-хоровом) и композиторском отделениях (класс сочинения В. М. Кривоносова). С 1932 начал петь в Чувашском государственном хоре.

Обладает хорошими композиторскими способностями. Очень организованный, работоспособный и дисциплинированный студент, показал прекрасную успеваемость, активное и добросовестное отношение к занятиям. …Прекрасно проявил себя в работе с самодеятельными кружками, в частности, с хором сельхозинститута… Следовало бы направить в консерваторию на композиторское отделение.— Из характеристики выпускника техникума Германа Лебедева, написанной в 1935 году
Однако это пожелание так и не было исполнено.
В 1936—1940 руководил художественной самодеятельностью деревообрабатывающего комбината в Шумерле Чувашской АССР. Также организовал пионерский хор и ансамбль песни и пляски рабочих, с которыми с большим успехом выступал в июне-июле 1940 г. на III республиканской олимпиаде народного творчества. В то же время (1937—1939) преподавал пение и руководил музыкальными кружками в городской средней школе № 2. Осенью 1940 был командирован в Москву на месячные курсы по повышению квалификации композиторов при Союзе композиторов СССР.
В начале 1941 назначен заведующим учебной частью (с августа 1941 — директором) музыкального училища в Чебоксары. Одновременно в первые годы войны как баянист-аккомпаниатор участвовал в концертах Чувашского государственного ансамбля песни и пляски, в составе которого в январе — апреле 1943 выезжал с концертами на Брянский и Калининский фронты.
С октября 1943 по июнь 1975 — в Чувашском государственном ансамбле песни и танца: до 1966 — дирижёр-хормейстер, с 1966 по 1975 — главный хормейстер. Параллельно с этим возглавлял Чувашскую государственную филармонию (1945 − 1948) и вокальный ансамбль Чувашского радио (1951—1953).
Похоронен на Карачуринском кладбище.

## Семья
Жена — Анастасия Львовна Мигуськина, певица, заслуженная артистка Чувашской АССР.

## Творчество
Г. С. Лебедев — один из самых популярных и любимых композиторов — песенников Чувашии. Народность образов, крепкая связь с народно-песенными жанрами, свободное, непринуждённое развёртывание музыки и изобилие свежих мелодических находок сделали его песни достоянием широких масс.

### Основные произведения
Основная область творчества — песня; написано около 400 песен на слова В. Давыдова-Анатри, А. Алги, А. Эсхеля, И. Ивника, И. Тукташа, П. Хузангая, В. Урдаша, Г. Ефимова, А. Катая, В. Веселова, Н. Васянкки, Г. Харлампьева, И. Малгая, Н. Евстафьева, А. Калгана, М. Уйп, А. Лукина, П. Халапсина, С. Шавлы, Г. Краснова, А. Новикова, Г. Айги, А. Пономарёва, П. Градова и др.

#### Для хора без сопровождения
- на слова И. Тукташа: «Савниҫӗм» (Любимая)
- на слова И. Ивника: «Юрӑҫсем» (Певцы), «Кил ҫуммийӗн, сад ҫуммийӗн» (Мимо дома, мимо сада)
- на слова А. Эсхеля: «Сӑпка юрри» (Колыбельная), «Пахчана ирех эп тухрӑм» (Поутру я вышел в сад)
- на слова В. Давыдова-Анатри: «Эпир пурте ӗҫченсем» (Все мы труженики), «Кӗтсе ил, савниҫӗм» (Повстречай меня, мой милый)
- на слова В. Веселова: «Атӑл ҫинче» (На Волге), «Шупка уйӑх шуса тухрӗ» (Выплыл месяц бледноликий)
- на слова Гр. Краснов: «Ҫӳлтен ҫуле» (Все выше)
- на слова П. Градова: «Чебоксарская пристань»

#### Авторские сборники
- «Тӑван ҫӗршыв юррисем» (Песни родной стороны). — Чебоксары, 1954.
- «Тӑван ҫӗршыв ялавӗ» (Знамя Родины). — Чебоксары, 1959.
- «Чаплӑ ӗмӗр ҫыннисем» (Люди славной эпохи). — Чебоксары, 1967.
- «Пӗрле ӳснӗ тантӑшсем» (Ровесники). — Чебоксары, 1976.
- Хоры. — М.: Советский композитор, 1976.

#### Обработки
около 40

#### Записи народных песен
около 150

#### Вокально-танцевальные сюиты
- на слова А. Эсхеля:
  - «Праздник в колхозе», 1955;
  - «Приглашаем на свадьбу», 1957;
  - «Родная Чувашия», 1960;
  - «Наша весна», 1961;
- на слова П. Ялгира: «Встреча», 1964;
- народные слова: «Чувашская рапсодия», 1967;
- на слова В. Давыдова-Анатри и А. Эсхеля:
  - «Памятник», 1967;
  - «Кай, кай Ивана», 1970;
- на слова А. Пономарёва и П. Машткова: «Чувашские узоры», 1970;
- на слова В. Давыдова-Анатри:
  - «После трудового дня», 1972;
  - «Акатуй», 1974.

#### Хоровые и вокальные произведения
к программам Чувашского государственного ансамбля песни и танца:
- «В краю ста тысяч песен»
- «Вверх по Волге»
- «Радуга над Волгой»

#### Для симфонического оркестра
«Торжественный марш», 1935 (первое исполнение — Чебоксары, 29 июля 1935, дирижёр С. Габер)

#### Для квартета деревянных духовых инструментов
Прелюдия и фуга на чувашские народные темы, 1935 (первое исполнение — Чебоксары, 29 июля 1935)

#### Для скрипки, виолончели и фортепиано
«Колхозные девушки», 1947

#### Для фортепиано
Детская пьеса, 1934

#### Для баяна
Музыка к вокально-танцевальным сюитам. «Чувашский перепляс»

#### Музыка к спектаклям
- В Чувашском академическом театре:
  - П. Осипов. «Тӑван ҫӗршывра» (В родном краю), 1945
  - А. Алга. «Юратсан» (Когда полюбишь), 1949
  - И. Туташ, М. Белов. «Хурӑнлӑ ҫулпа» (По берёзовому тракту), 1958
  - Г. Харлампьев. «Саврӑм эпӗ каччӑна» («Сердце девичье»), 1959
  - А. Новиков. «Тусӑм, саншӑн мар-и» (Не для тебя ли, милая), 1959
  - Г. Пласкин. «Семафор уҫӑлсан» (Семафор открыт), 1961
  - Г. Краснов. «Хӑмла» (Хмель), 1974
- В театре юного зрителя:
  - А. Васильев (по Ф. Уяру). «Шурча таврашӗнче» (Тенета), 1972
- В Чувашском республиканском театре кукол:
  - М. Ухсай. «Теллей ҫулӗ» (Дорога счастья), 1949
  - М. Ухсай. «Тамаша», 1956
  - С. Павлов. «Маленький охотник», 1956
  - С. Павлов. «Дед мороз»
  - С. Павлов. «Аленушкин концерт»
  - С. Павлов. «Заяц и лиса»
  - С. Павлов. «Пурнӑҫ чечекӗ» (Цветок жизни)
  - С. Павлов. «Песня о любви», 1968
  - Е. Сперанский. «Краса ненаглядная», 1972
  - М. Юхма. «Хӗвел тӗрри» (Солнечная вышивка), 1976
  - М. Юхма. «Пӳрнескепе унӑн тусӗсем» (Пюрнеске и его друзья), 1977

Всенародное признание получила песня «Тӑван ҫӗршыв» (Песня о Родине) на слова И. Тукташа, ставшая гимном Чувашии.

## Награды и признание
- Заслуженный деятель искусств Чувашской АССР (1945)
- Заслуженный деятель искусств РСФСР (1970)
- Почётная грамота Президиума Верховного Совета Чувашской АССР (1940, 1963, 1974)
- Почётная грамота обкома КПСС и Совета Министров Чувашской АССР (1973)
- Медаль «За доблестный труд в Великой Отечественной войне 1941—1945 гг.»
- Медаль «За доблестный труд. В ознаменование 100-летия со дня рождения Владимира Ильича Ленина»
- Значок Министерства культуры СССР «За отличную работу» (1957, 1967)
- Значок «Отличник культурного шефства над селом» (1977)
- Занесён в Юбилейную Книгу Почёта Чувашской АССР (1957)

## Память
На доме, где жил и работал композитор (ул. К. Маркса, 24, Чебоксары), установлена мемориальная доска.
Именем Г. Лебедева назван Чувашский национальный лицей-интернат в Чебоксарах, в котором учатся одарённые дети из сельских районов республики.